# Aranyosság

Az arcforma változása csecsemő, gyermek és felnőtt stádiumban

Az aranyosság (aranyos, édes, olykor „cuki” jelleg) alatt általában gyermeki vonásokat értünk, melyek lehetnek külső jegyek, mint például kis testméret, aránytalanul nagy fej vagy szemek, kis orr, arcgödröcskék, valamint kerek, puha vonalak. Jellemzően aranyos vonásnak számítanak az olyan gyermeki tulajdonságok, mint a játékosság, a törékenység, az elesettség, a megejtő jelleg, a kíváncsiság, az ártatlanság, az érzelmes viselkedés és a törődés iránti igény is. (Lásd neoténia.)

## Jelentés

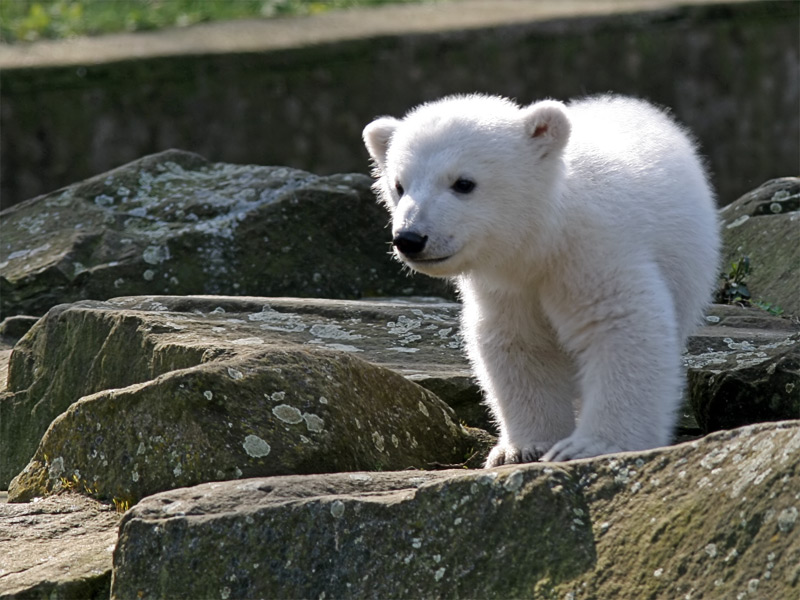
A Knut nevű jegesmedvebocs a Berlini Állatkertben 2007. március 24-én

Az aranyos jelleget használják általánosabban is a szépség, vonzó és szimpatikus megjelenés jellemzésére, például: Nagyon aranyos/édes/cuki ez a top! vagy Ezek a kutyák olyan aranyosak/édesek/cukik! Használható továbbá ruhadarabokon és személyeken kívül esztétikus tárgyakra és aranyos állatokra is. A fogalom azonban szarkasztikusan is alkalmazható, például: Nálam nem mész sokra a cukisággal!

## Kulturális hatás

Egy Boeing 747 repülőgép Pokémon-cukiságokkal díszítve

Az aranyos jelleg a reklám, illetőleg a marketing egyik erős fegyvere sok országban, többek között Magyarországon is. Több japán exporttermék, mint például a Pokémon és a Hello Kitty, nagyrészt aranyos jellegüknek köszönhetik nemzetközi sikerüket. A Pingvinek vándorlása című híres dokumentumfilm elsöprő sikerének is vélhetően köze volt a menetelő pingvinek aranyos mivoltához.